# Ciudad metropolitana de Turín

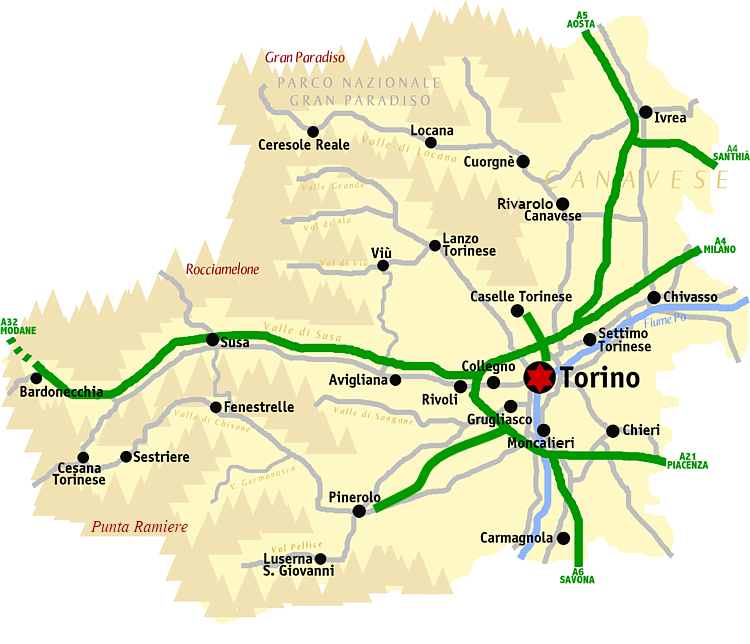
Mapa de la ciudad metropolitana

La ciudad metropolitana de Turín (en italiano, Città metropolitana di Torino) es un ente local de la región de Piamonte, en Italia. Su capital y ciudad más poblada es Turín.
Tiene un área de 6827 km², y una población total de 2.291.719 habitantes. Hay 316 comuni (municipios) en la Ciudad metropolitana. El 1 de enero de 2015 reemplazó a la provincia de Turín.